# 穆格鲁姆島
穆格鲁姆島（英語：Mugdrum Island）是一個位於蘇格蘭法夫東部，位於泰灣的島嶼，是一個低窪蘆原島，面積為0.13平方公里。穆格鲁姆島名字來自苏格兰盖尔语muc-dhruim，意即豬背。

## 外部連結
维基共享资源上的相關多媒體資源：穆格鲁姆島
56°21′22″N 3°15′21″W / 56.35606°N 3.25578°W